# Jay Karnes
Jay Karnes (Omaha (Nebraska), 27 juni 1963) is een Amerikaans acteur.
Karnes is het meest bekend van zijn rol als rechercheur Holland 'Dutch' Wagenbach in de televisieserie The Shield, waar hij in 89 afleveringen speelde (2002-2008).

## Biografie
Karnes werd geboren in Omaha (Nebraska). Hij heeft theaterwetenschap, geschiedenis en politicologie gestudeerd aan de universiteit van Kansas in Lawrence (Kansas). Karnes begon met acteren in lokale theaters.
Karnes is getrouwd en heeft hieruit twee kinderen.

## Filmografie

### Films
Uitgezonderd korte films.
- 2019 Against the Clock - als dr. Nelson
- 2016 Before I Wake - als Peter
- 2014 Jayhawkers - als Franklin Murphy
- 2011 Hide – als Charlie Marvin
- 2011 Setup – als Russell
- 2010 Leonie – als Dr. Rumely
- 2010 Chasing 3000 – als oudere Roger
- 2008 Broken Angel – als Michael Levy
- 2000 The Next Best Thing – als advocaat van Kevin
- 1999 The Joyriders – als Donald Trout

### Televisieseries
Uitgezonderd eenmalige gastrollen.
- 2022 Star Trek: Picard - als agent Wells - 2 afl.
- 2014-2018 Chicago P.D. - als FBI agent William Graff - 2 afl.
- 2016-2018 12 Monkeys - als agent Robert Gale - 5 afl.
- 2018 The Crossing - als Craig Lindauer - 11 afl.
- 2016 Tyrant - als James Kitfer - 3 afl.
- 2014 Gang Related - als Paul Carter - 10 afl.
- 2012 Last Resort – als secretaris van defensie William Curry – 7 afl.
- 2011 V – als Chris Bolling – 4 afl.
- 2009-2010 Burn Notice – als Tyler Brennen – 4 afl.
- 2010 Brothers & Sisters – als Roy Scovell – 4 afl.
- 2002-2008 The Shield – als rechercheur Holland Wagenbach – 89 afl.
- 2008 Sons of Anarchy – als ATF speciaal agent Joshua Kohn – 7 afl.
- 2000-2005 Judging Amy – als ASA Ron Russell – 2 afl.
- 1998 From the Earth to the Moon – als onderzoeker – miniserie

### Computerspellen
- 2007 The Shield – als rechercheur Dutch Wagenbach

- Gemeinsame Normdatei: 141514981
- International Standard Name Identifier: 0000 0000 8056 0817
- Library of Congress Control Number: no2010159309
- Virtual International Authority File: 122069687
- WorldCat: E39PBJmDkGRwCXk7rpyHFmc3wC